# Tash Sultana
Tash Sultana (Melbourne, 15 giugno 1995) è una cantante e polistrumentista australiana.

## Biografia
Tash Sultana nasce e cresce a Melbourne ed è di origini maltesi. Inizia ad avvicinarsi alla musica all'età di tre anni, quando riceve in regalo una chitarra da suo nonno. Attualmente è in grado di suonare oltre dieci strumenti, tra cui la chitarra, il basso, la tastiera, la tromba, il flauto, le percussioni ed il sassofono.

## Carriera
Non riuscendo a trovare un lavoro regolare, per mantenersi Sultana inizia ad esibirsi come artista di strada a Melbourne. Dal 2008 al 2012 fa parte del gruppo Mindpilot come cantante e chitarrista assieme a Patrick O'Brien, Emily Daye e David Herbert. Il gruppo vince molte competizioni tra band a Melbourne, fino al loro scioglimento avvenuto nel 2012.
Nel 2016, Sultana pubblica sui social media un video di una sua esibizione della canzone Jungle, che ottiene un milione di visualizzazioni in soli cinque giorni. Successivamente inizia a lavorare alla pubblicazione del suo EP Notion assieme al produttore Nikita Miltiadou. Nel settembre 2016 Notion viene pubblicato dall'etichetta discografica indipendente, Lonely Land Records. L'EP raggiunge la posizione numero 8 nell'ARIA Australian Albums Chart.
A seguito del successo di Notion, Sultana annuncia un tour mondiale con centinaia di date in Australia, Nuova Zelanda ed Europa. Suo padre si dimette dal suo lavoro per diventare un suo roadie. Lavorando con Miltiadou, ad aprile 2017 Sultana pubblica Murder to the Mind, il primo singolo dopo l'uscita di Notion.
Il 25 luglio 2017, Sultana annuncia l'Homecoming Tour, in cui suona ad Adelaide (Entertainment Centre), Sydney (Hordern Pavilion), Fremantle (Arts Centre), Margaret River (3 Oceans Winery), Melbourne (Margaret Court Arena) e Noosa (Noosa Sporting Grounds).
Ad ottobre 2017 viene pubblicato il singolo Mystik. Sempre ad ottobre, Sultana fa il suo debutto televisivo al Late Night with Seth Meyers suonando Jungle.
Alla fine dell'Homecoming Tour, Sultana continua a lavorare al suo LP di debutto, Flow State, pubblicato il 31 agosto 2018. L'album viene anticipato dal singolo Salvation, pubblicato il 22 giugno 2018.
Nel settembre 2019, insieme all'affermato gruppo Milky Chance, pubblica la canzone Daydreaming.
All'inizio del 2020, Tash Sultana annuncia di essere alla ricerca di musicisti per sessioni dal vivo per completare la sua presenza sul palco, dichiarando di "non avere abbastanza mani per suonare tutti gli strumenti contemporaneamente". Il 26 febbraio, tiene il suo ultimo spettacolo parziale da solista presso il Sidney Myer Music Bowl di Melbourne, nell'ambito del festival musicale di beneficenza di un giorno chiamato "Down To Earth". L'evento nasce con lo scopo di raccogliere fondi per il soccorso a seguito degli incendi boschivi che hanno colpito l'Australia durante l'estate e include esibizioni di artisti come Gang of Youths, Angus and Julia Stone e altri.
Nell'aprile del 2020, Sultana annuncia di aver trovato i membri per la band per il nuovo tour. Il 9 aprile, pubblica il singolo Pretty Lady, seguito da Greed, uscito il 20 giugno dello stesso anno. Rispettivamente a ottobre e novembre 2020, vengono pubblicati i singoli Beyond The Pine e Willow Tree, quest'ultimo con la partecipazione del rapper australiano Jerome Farah. Il giorno dell'uscita di Willow Tree, Tash Sultana annuncia che il loro nuovo album, intitolato Terra Firma, sarebbe stato pubblicato il 19 febbraio 2021. Scritto e registrato in un periodo di quasi 2 anni, tra il 2019 e il 2021, Terra Firma ha visto Sultana guidare l'intero processo di registrazione. Ha registrato, ingegnerizzato, eseguito, arrangiato e prodotto l'intero album. Il 22 gennaio 2021 viene pubblicato il quinto e ultimo singolo tratto da Terra Firma, intitolato Sweet & Dandy.
Il 18 febbraio 2022 esce Coma, il singolo principale dell'album MTV Unplugged, Live in Melbourne, uscito il 3 giugno 2022.
Nel 2023 escono i singoli James Dean, New York e Bitter Lovers, che anticipano l'uscita dell'EP Sugar EP., prevista per il 18 agosto 2023.

## Vita privata
A causa di un eccessivo uso di droghe, Sultana sviluppa una psicosi all'età di 17 anni e di conseguenza si sottopone ad una terapia di recupero per diversi mesi. Sultana è genderqueer e utilizza il pronome they. Nel gennaio 2017 ha ufficializzato sui social il fidanzamento con Jaimie.

## Discografia

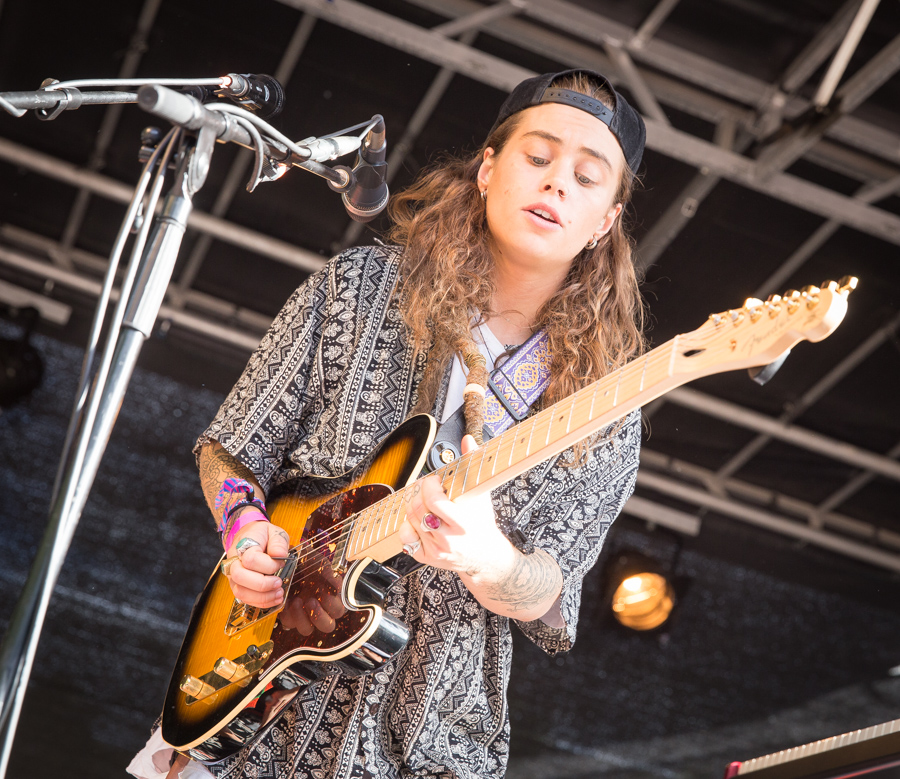
Tash Sultana (2017)

### Album in studio
- 2018 – Flow State
- 2021 – Terra Firma

### Album live
- 2022 – MTV Unplugged, Live in Melbourne

## Tournée
- 2016: Gemini Tour
- 2016/17: Notion World Tour
- 2017: USA Tour 2017
- 2017: North American Tour
- 2017: Australia/New Zealand Tour
- 2017: Homecoming Tour
- 2018: World Tour 2018
- 2019: Flow State World Tour
- 2019: Tash Sultana and Friends
- 2022: UK and Europe 2022
- 2022: North America 2022
- 2023: Europe/UK 2023
- 2023: North America 2023

## Premi e riconoscimenti
APRA Awards
- Nomination Songwriter of the Year (2019)
- Nomination Blues & Roots Work of the Year per Mystik (2019)

ARIA Music Awards
- Nomination Best Independent Release per Notion (2017)
- Nomination Breakthough Artist (2017)
- Nomination Best Blues and Roots Album per Notion (2017)
- Nomination Best Australian Live Act per Notion Tour AUS/NZ (2017)
- Nomination Best Female Artist (2018)
- Best Blues and Roots Album per Flow State (2018)
- Nomination Best Video per Salvation (2018)
- Nomination Best Australian Live Act per Homecoming Tour (2018)
- Nomination Producer of The Year per Flow State (2018)
- Nomination Best Cover Art - Ben Lopez per Flow State (2018)

Pop Awards
- Album Of The Year Award per Flow State (2019)
- Emerging Artist Of The Year Award per Flow State (2019)